# Deux Fils
Deux Fils (bra: Os Dois Filhos de Joseph) é um filme dirigido por Félix Moati de 2018 sobre um pai e seus dois filhos que enfrentam suas crises existenciais. No Brasil, foi apresentado pela Pandora Filmes no Festival Varilux de Cinema Francês 2019.

## Elenco
- Benoît Poelvoorde : Joseph
- Vincent Lacoste : Joachim
- Anaïs Demoustier : Esther
- Mathieu Capella : Ivan
- Noémie Lvovsky : Magalie
- India Hair : la psychologue
- Baya Kasmi : Agathe
- Patrick d'Assumçao : Alfred
- Antoine de Bary : Allan
- Sébastien Chassagne : médica
- Sam Louwyck : Sirkov
- Manal Issa : Laura
- Constance Rousseau : Iris
- Océane Cullet : Mélissa
- Céci Rihet : Rose
- Billie Blain : Anne
- Laurent Claret
- Maxime Rohart : Sam
- Vincent Nemeth : bibliotecária
- Lola Créton
- Gigi Ledron : secretária

## Recepção
Jordan Mintzer em sua crítica para o The Hollywood Reporter disse que o filme é uma "estreia comovente divertida e bem observada."